# Poète maudit

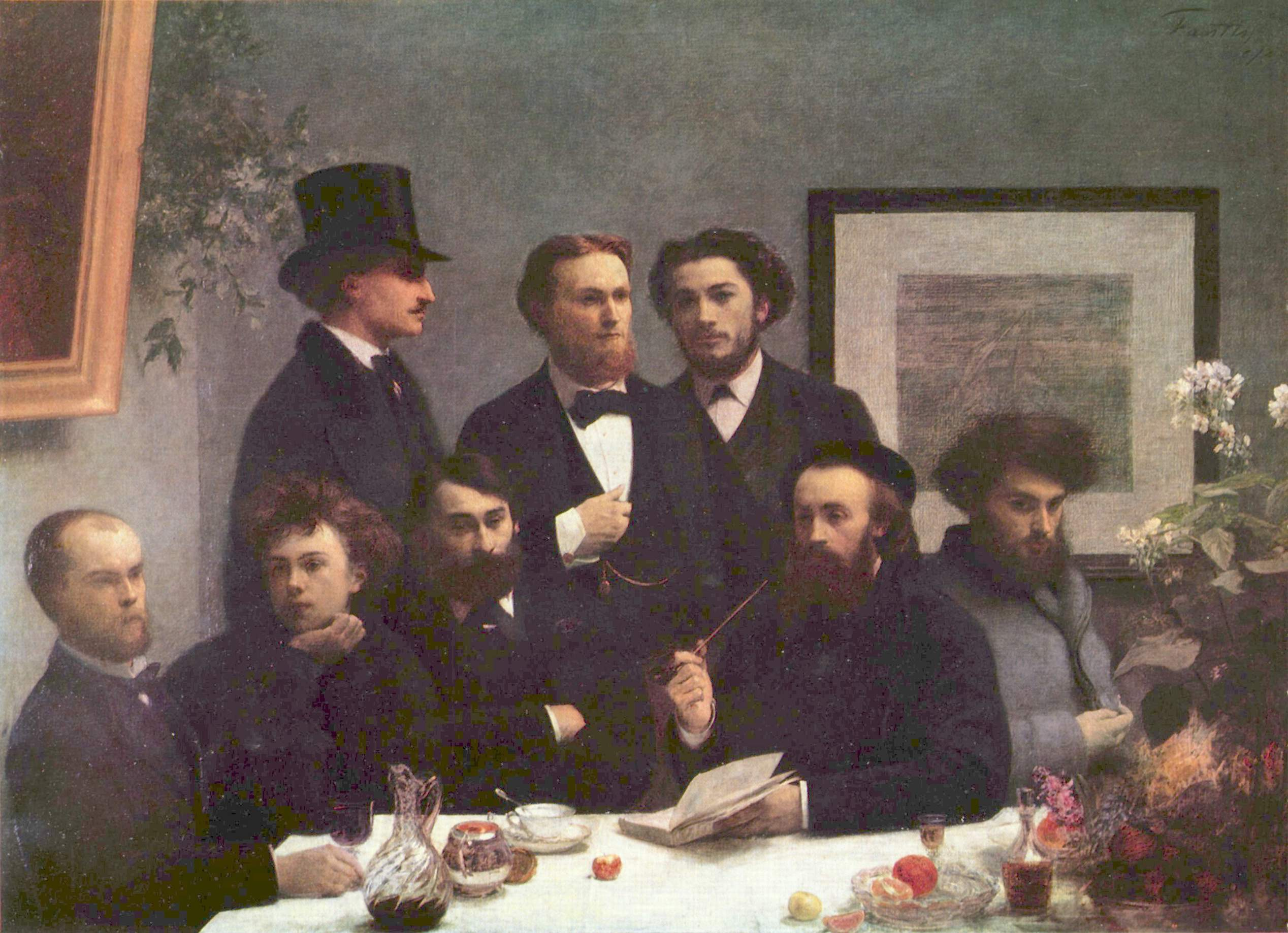
Poètes maudits: Paul Verlaine (uiterst links) en Arthur Rimbaud (2e van links), 1872, door Henri Fantin-Latour.

Een poète maudit (gedoemde dichter) is de benaming voor een miskende of maatschappelijk onaangepaste dichter. De dichter wordt gezien als een verschoppeling die niet thuishoort in de maatschappij.
Les poètes maudits was oorspronkelijk de titel van een in 1884 verschenen bloemlezing door Paul Verlaine met onder meer werk van Charles Baudelaire, Arthur Rimbaud, Comte de Lautréamont, Tristan Corbière, Gérard de Nerval en Stéphane Mallarmé. Al snel begonnen deze en een hele generatie dichters na hen zich onder deze noemer te presenteren en werd het bijna een soort van literaire stroming. Als prototypes werden gezien: François Villon, Oscar Wilde en Edgar Allan Poe.
Veelvoorkomende thema’s in het werk van de 'poètes maudits' waren ongezonde levenswijzen, drank- en drugsgebruik, misdaad, zondig leven, ziekte, decadentie, perversies, satanisme en voortijdig overlijden (de ware 'poète maudit' richt zichzelf te gronde). Er was duidelijk sprake van een verwantschap met het symbolisme, met name ook in vormexperimenten als het prozagedicht. Typerend was de tweestrijd tussen de vrijheid van de dichter en de eisen van de maatschappij, waaraan vele dichters ten onder gaan.
Spoedig bleef de term 'poètes maudits' niet meer beperkt tot Franse schrijvers en dichters, maar werd ze ook in het buitenland geadopteerd. In de Nederlandse literatuur valt bijvoorbeeld te denken aan Willem Kloos en J. Slauerhoff en later in Vlaanderen aan Jotie T'Hooft. Vaak werd de term ook onmiskenbaar gecultiveerd, bijvoorbeeld door de dadaïsten.

## BaudelairesDe Albatros
Het beeld van de poète maudit is klassiek geworden door Baudelaires gedicht ‘De albatros’, opgenomen in Les Fleurs du mal (1857) (De bloemen van het kwaad).
Vaak, om zich te vermaken, vangen matrozen
die grootse vogels van de zeeën, de albatrossen,
lome metgezellen van de reis, volgers 
van het schip over de diepe zilte zee.
Nauwelijks op de planken gelegd, spreiden
deze hemelvorsten, onhandig en beschaamd,
hun grote witte vleugels 
als roeiriemen zielig naast zich neer.
Hoe lomp en zwak is deze gevleugelde reiziger nu!
Hij, voorheen zo mooi, thans zo komisch en lelijk!
Iemand plaagt zijn bek met een brandende pijp,
een andere bootst hem mankend na, de kreupele vlieger!
De dichter is als deze prins der wolken,
die stormen opzoekt en om de boogschutter lacht;
Verbannen op aarde tussen het volks geschreeuw,
verhinderen zijn reusachtige vleugels hem om te lopen.
(Vertaling Jules Grandgagnage)
De dichter wordt vergeleken met een albatros, die dankzij zijn machtige vleugels aan het aardse kan ontstijgen. Wanneer hij echter naar de grond wordt gelokt, zijn het diezelfde vleugels die hem verhinderen om weer aan het wereldse bestaan te ontsnappen. De kunstenaar is gedoemd om onbegrepen te blijven tussen niet-kunstenaars.

## Galerij

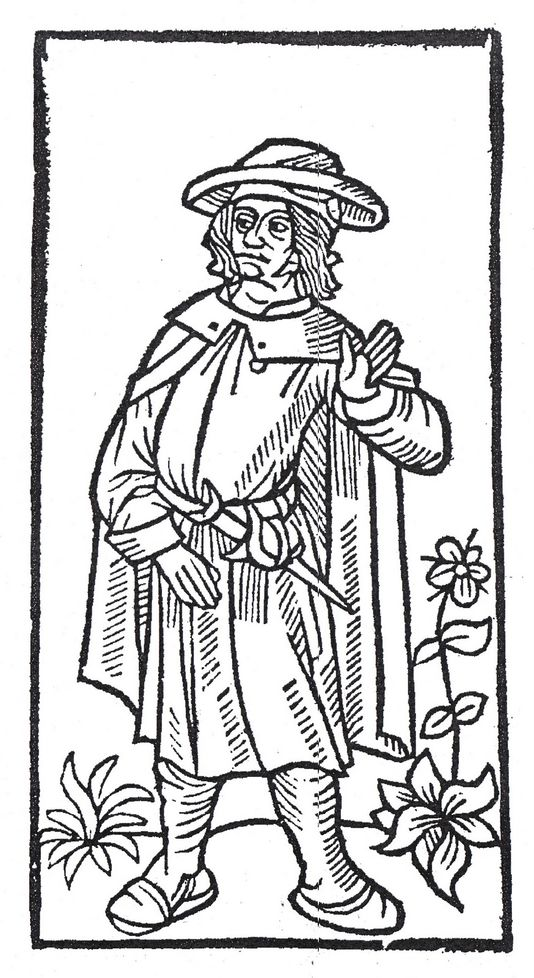
François Villon, houtsnede uit 1489
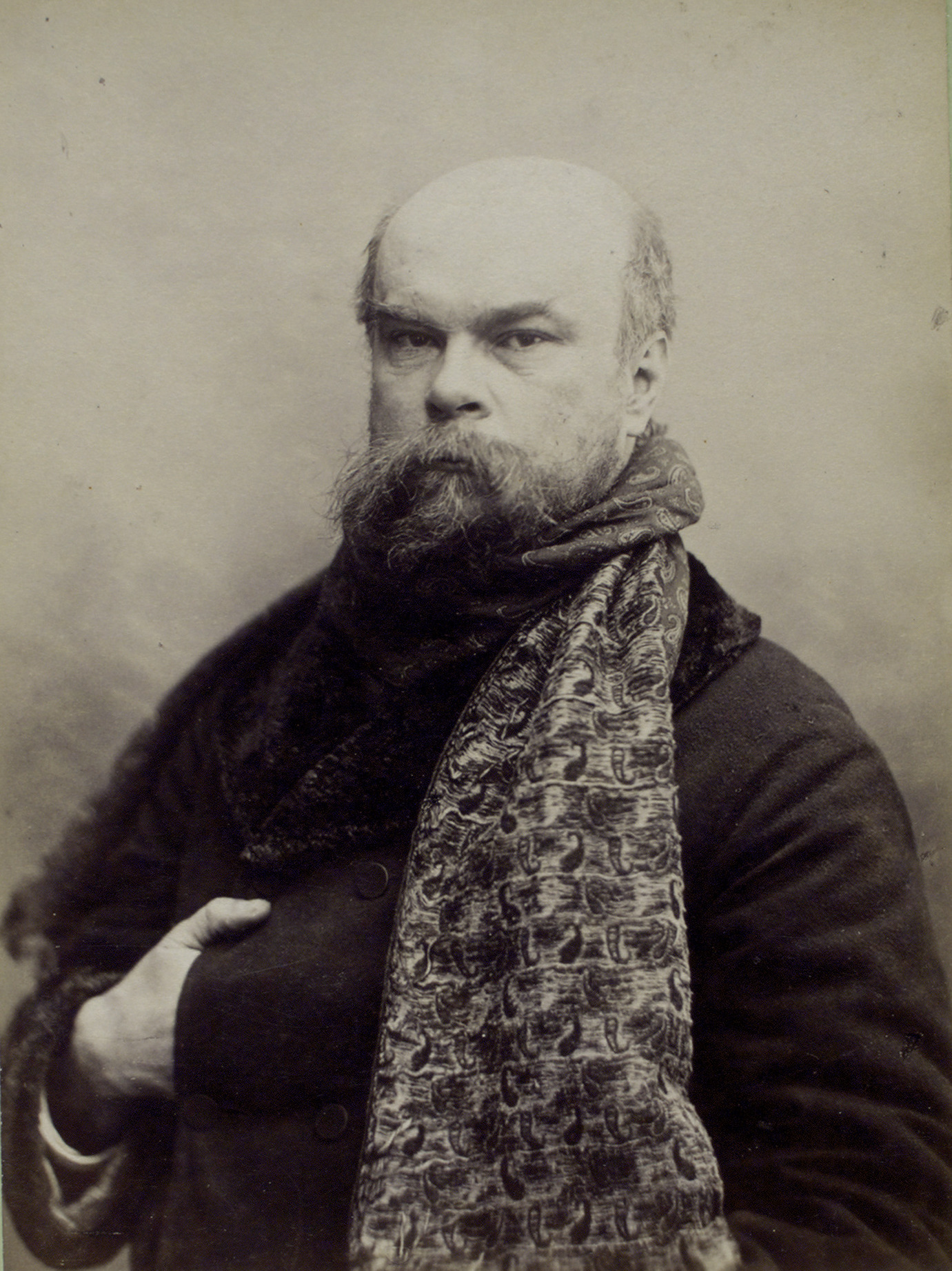
Paul Verlaine
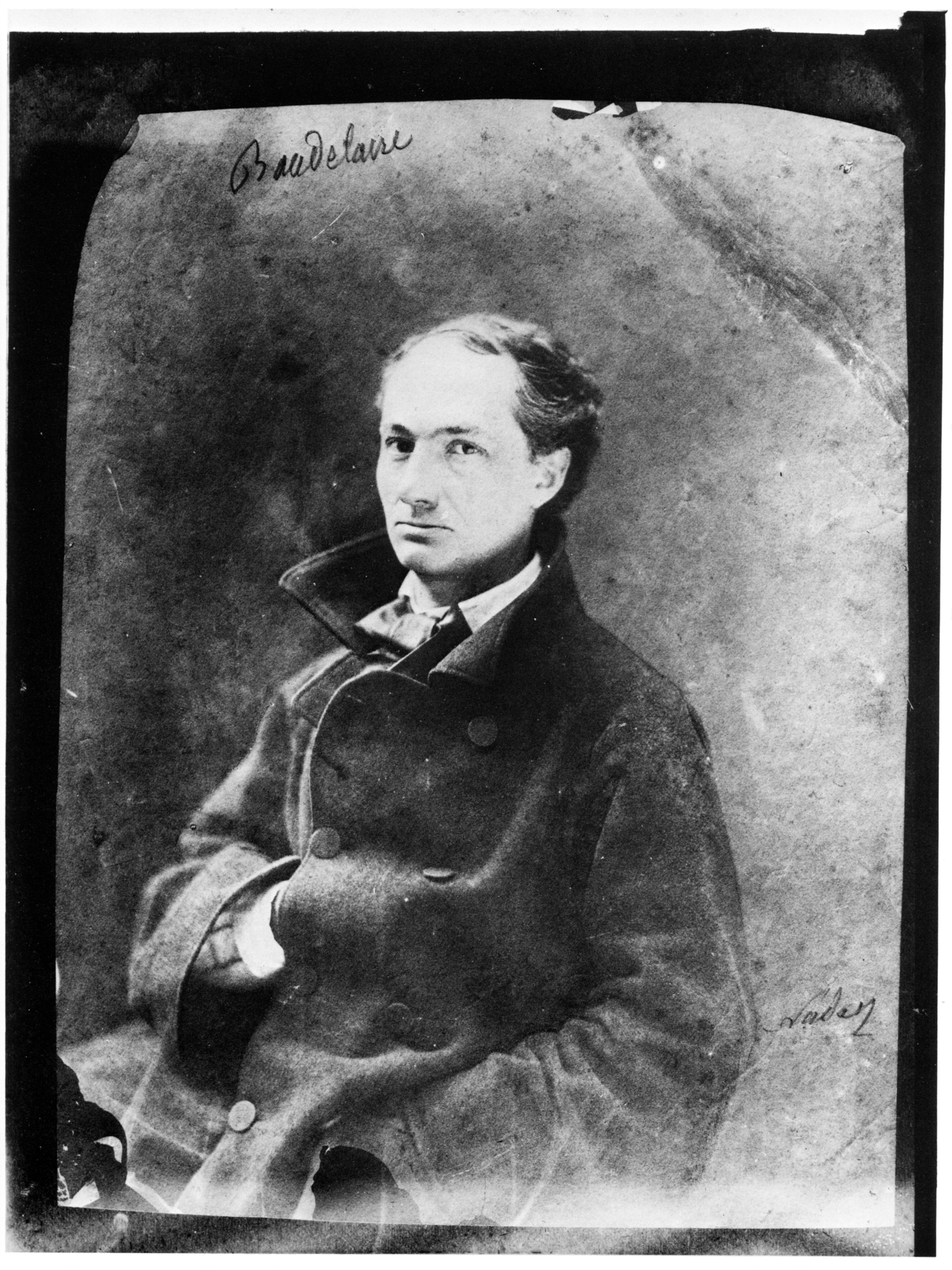
Charles Baudelaire door Nadar.
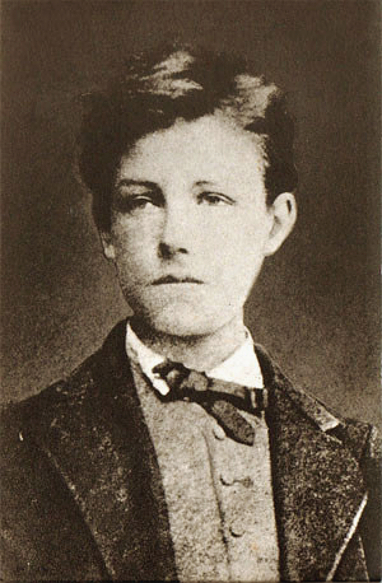
Arthur Rimbaud, 1872
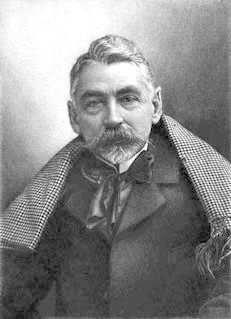
Stéphane Mallarmé door Nadar.